# بورجو
بورجو (بالإيطالية: Burgio)‏ هي بلدية في مقاطعة أغريجنتو في صقلية الإيطالية.

## السكان
في سنة 1861 بلغ عدد السكان 4٬978 نسمة، وتطور العدد ليصل في سنة 2011 لـ 2٬780 نسمة.
يظهر هذا المخطط البياني تطور النمو السكاني لـ بورجو